# نجيب الوزاني
نجيب الوزاني (مواليد 17 أغسطس 1955 بمدينة الناظور) هو طبيب جراح (تخصص العظام) وسياسي مغربي. وهو الأمين العام لحزب العهد الديمقراطي.

## نبذة شخصية
ولد نجيب الوزاني، الذي يشتغلُ أستاذا في الطب، يوم 17 أغسطس 1955 بتمسمان التابعة لإقليم الدريوش، في قرية صغيرة تُدعى «تغزة»، بجبال الريف على شاطئ البحر المتوسط بين مدينتي الحسيمة والناظور.
طفولته الأولى أمضاها الوزاني في تمسمان، حيث درس بمدرسة «أولاد أمغار»، ثم انتقل صوب مدينة الحسيمة سنة 1964، ليكمل دراسته الابتدائية مجموعة مدارس «محمد الخامس».
في سنة 1965، التحق بثانوية «أبي يعقوب البادسي» بالمدينة ذاتها، قبل أن يغادر صوب مدينة تطوان لاجتياز امتحان الباكالوريا العلمية بالفرنسية بثانوية «الشريف الإدريسي» عام 1971.
بعد حصوله على شهادة الباكالوريا، انتقل إلى العاصمة الرباط بعد قبوله في كلية الطب والصيدلة، ثم نجح في مباراة الأطباء الداخليين بالمستشفى الجامعي «ابن سينا» عام 1977، قبل أن يحصل على الدكتوراه في الطب سنتين بعد ذلك.
وعمل بالمستشفى الجامعي ابن سينا مدة 28 سنة، كطبيب داخلي بداية، ثم أستاذا مساعدا، بعدها أستاذا مبرزا، ثم أستاذا للتعليم العالي بكلية الطب والصيدلة.
في سنة 1983، سافر إلى فرنسا لاستكمال التخصص في جراحة العظام والمفاصل، وعام 1985 تلقى تدريبا طبيا بكندا.

## المسار السياسي
علاقة نجيب الوزاني مع السياسية بدأت سنة 1993، حيث انتخب نائبا برلمانيا لأربعة فترات متتالية حتى سنة 2011، حيث قرر عدم الترشح.
واختير أمينا عاما لحزب العهد الديمقراطي لولايتين، بإجماع المؤتمرين، ويعد من المؤسسين الأوائل له.
وسبق أن أعلن اندماج حزبه مع حزب الأصالة والمعاصرة، ممّا مكّنه من رئاسة فريقه بمجلس النواب عقب تشريعيات 2007.
لكنه سرعان ما أعلن الانسحاب من مشروع «الحزب الجديد»، بعدما اتهم جهات وصفها آنذاك ب«النافذة» بالسطو على حزب «العهد» سابقا، وتحول إلى حزب العهد الديمقراطي.
وكان الوزاني قد دخل في تحالف ثلاثي أطلق عليه اسم «الرافضون»، ويضم إلى جانب حزبه كلا من «الحزب المغربي الليبرالي»، الذي يرأسه محمد زيان، و«حزب التجديد والإنصاف»، الذي يقوده شاكر أشهبار.
سنة 2016، خلق نجيب الوزاني مفاجاة حين ظهر إلى جانب الأمين العام لحزب العدالة والتنمية، عبد الإله بنكيران، في استقبال خصته به الأمانة العامة ل«البيجيدي»، في إعلان رسمي التحاقه بصفوف حزب «المصباح».